# Сыркина, Полина Вадимовна
Поли́на Вадимовна Сы́ркина (белор. Паліна Вадзімаўна Сыркіна; род. 20 июня 1986, Минск, Белорусская ССР, СССР) — белорусская и российская актриса театра и кино.

## Биография
Полина Сыркина родилась 20 июня 1986 года в столице Белорусской ССР — городе Минск, в семье инженеров. Старший брат занимается бизнесом, связанным с грузоперевозками, является отцом четверых детей.
Детские и юношеские годы провела в Минске. Училась в физико-математической школе, с шестнадцати лет занималась в городской театральной школе № 136 под руководством наставницы Валентины Норисовны Мороз. Актёрскую стезю выбрала, «чтобы сделать мир лучше».
В 2008 году окончила Белорусскую государственную академию искусств (БГАИ)  в Минске (курс Владимира Андреевича Мищанчука).
Во время учёбы в институте дебютировала в кино, сыграв главную роль (Татьяна, дочь генерала) в мелодраме «Дочь генерала» (другое название — «Татьяна») (2007) режиссёра Дмитрия Орлова, современной истории о Ромео и Джульетте.
Работала в минских театрах: Театре-студии киноактёра киностудии «Беларусьфильм», Драматическом театре Белорусской армии, Современном художественном театре.
С 2011 года живёт и работает в Москве.

### Личная жизнь
- Осенью 2011 года Полина Сыркина сочеталась законным браком с актёром Константином Викторовичем Стрельниковым (род. 31 января 1976, Кумертау), с которым познакомилась в 2011 году на съёмках сериала «В полдень на пристани». После замужества взяла фамилию мужа, став Полиной Стрельниковой, и переехала в Москву[1]. В начале 2014 года пара рассталась, оставшись в дружеских отношениях, актриса вернула себе девичью фамилию[3].
- В 2016 году, учась больничной клоунаде в благотворительном фонде «Доктор Клоун», Полина познакомилась на экзамене с Иваном Тутуновым, членом правления и финансовым директором фонда и больничным клоуном[4], после месяца переписки с которым у них начался роман[5]. В феврале 2018 года Полина и Иван поженились в Минске. 5 августа 2018 года пара обвенчалась в православном храме в Биаррице (Франция), венчал старший брат Ивана, архиерей Русской православной церкви Савва (в миру Сергей Андреевич Тутунов), специально прилетевший из Москвы[6].
  - Дочь —  Нелли (род. 8 марта 2018)[6].
  - Сын — Пётр (род. 18 июля 2019)[7].

Полина является вегетарианкой, с четырнадцати лет занимается фитнесом и придерживается оптимальной диеты.

## Творчество

### Роли в театре
Театр-студия киноактёра киностудии «Беларусьфильм» (Минск):
- «Очень простая история» (М. Ладо) — Даша
- «..Забыть Герострата!» (Г. И. Горин) — Клементина

Драматический театр Белорусской армии (Минск):
- «Не покидай меня...» (А. А. Дударев) — Зина Батян
- «Рядовые» (А. А. Дударев)[8] —

Современный художественный театр (Минск):
- «Родня» (А. В. Вампилов) — Нина
- «Минск, я люблю тебя!» (Д. В. Балыко) — Юля, невеста, Надя, Лена

### Фильмография
| Год  |   | Название                                                                              | Роль |
| ---- | - | ------------------------------------------------------------------------------------- | --- |
| 2007 | с | Дочь генерала (Татьяна)                                                               | Татьяна Павловна Лебедева, дочь генерала КГБ СССР Павла Лебедева, студентка МГУ                                                                                  |
| 2008 | с | Вызов 3 (фильм № 9 «Семь сыновей Нга»)                                                | Ирина |
| 2008 | ф | Стиляги                                                                               | девушка-стиляга |
| 2009 | с | Дастиш фантастиш                                                                      | Люська |
| 2009 | с | Детективное агентство «Иван да Марья» (фильм № 6 «Дело о беглецах и преследователях») | Света |
| 2009 | с | Захватчики                                                                            | Анна, жена Адрианова |
| 2009 | с | Кадет                                                                                 | Анна |
| 2009 | с | Командировка                                                                          | администратор гостиницы |
| 2010 | с | Без права на ошибку                                                                   | Женя Строганова (Стефа) |
| 2010 | с | Женить миллионера!                                                                    | Юля |
| 2010 | с | Журов 2 (фильм № 1 «Пятый день»)                                                      | Маша, прислуга в доме Дробышевых |
| 2010 | с | Ищу тебя                                                                              | Люба, соседка |
| 2010 | с | Любовь Надежды                                                                        | Екатерина, дочь Надежды |
| 2010 | с | Масакра                                                                               | Верка |
| 2010 | с | От сердца к сердцу                                                                    | Диана, дочь Владимира |
| 2010 | с | Трамвай в Париж                                                                       | Полина, дочь Леры |
| 2011 | с | В полдень на пристани                                                                 | Даша |
| 2011 | с | Всё, что нам нужно...                                                                 | Даша, студентка |
| 2011 | с | Навигатор                                                                             | Соня Толмачёва |
| 2011 | с | На перепутье                                                                          | Света |
| 2011 | с | Один единственный и навсегда                                                          | Ольга, подруга Наташи |
| 2011 | с | Поцелуй Сократа                                                                       | студентка |
| 2011 | с | Расплата за любовь                                                                    | Маша Агапова |
| 2011 | с | Слепое счастье                                                                        | Маргарита Жукова, младшая сестра |
| 2012 | с | Однолюбы                                                                              | Мария Яхонтова, дочь Петра и Нины |
| 2012 | с | Украсть Бельмондо                                                                     | Галина |
| 2013 | с | Земский доктор. Возвращение                                                           | Лидия, медсестра в районной больнице |
| 2013 | с | Любовь на миллион                                                                     | Марина Белкина |
| 2013 | с | Мама-детектив (серия № 12)                                                            | Яна Заборская |
| 2013 | с | Папа напрокат                                                                         | Светлана, помощница Ирины |
| 2013 | с | Чего хотят мужчины                                                                    | Ася |
| 2013 | с | Чужое лицо                                                                            | Мария-Вера |
| 2013 | с | Шанс                                                                                  | Женя Соколова |
| 2014 | с | Взгляд из вечности                                                                    | Любовь Головина |
| 2014 | с | Врачиха                                                                               | Екатерина Захарова |
| 2014 | с | Женщины на грани (серия № 17 «Примерный семьянин»)                                    | Жанна Ноткина, «младшая» жена Берёзова |
| 2014 | с | Любимые женщины Казановы                                                              | Надежда, сестра Ивана |
| 2014 | с | Хроника гнусных времён                                                                | Анастасия Сотникова |
| 2015 | с | Бариста                                                                               | Валерия (Лера), бариста |
| 2016 | с | Господа-товарищи (фильм № 6 «Маньяк»)                                                 | Юлия Панкратова, телефонистка |
| 2016 | с | Двойная жизнь                                                                         | Наталья Пахомова, следователь СК, майор юстиции |
| 2017 | с | Жемчуга                                                                               | Евгения Ладонежская |
| 2018 | с | Декабристка                                                                           | Екатерина Петровна Дадашкина, девушка лёгкого поведения |
| 2018 | с | Любовь по приказу                                                                     | Варвара Игоревна Утешева, певица, артистка Ленинградского театра оперетты, жена/вдова советского учёного Петра Утешева, мать Славика                             |
| 2019 | с | А. Л. Ж. И. Р.                                                                        | Люся Миронова, жена второго начальника лагеря Трофима Миронова                                                                                                   |
| 2020 | с | Сто лет пути                                                                          | Варвара Дмитриевна Звонкова, журналист в Петербургской думе (в 1907 году) / Варвара Дмитриевна Звонкова, эксперт-криминалист СК в Санкт-Петербурге (в 2020 году) |
| 2020 | с | Психология преступления                                                               | Александра Заневская |
| 2021 | с | Зацепка                                                                               | Вера Михайловна Протасова, майор юстиции, следователь |

## Награды
- 2009 — диплом «За лучший дебют» общественного жюри на международном фестивале актёров кино «Созвездие» — за исполнение главной роли Анны в художественном фильме «Кадет» режиссёра Виталия Дудина.
- 2009 — диплом «За яркий дебют в кино» на международном кинофестивале «Золотой Витязь» — за исполнение главной роли Анны в художественном фильме «Кадет» режиссёра Виталия Дудина.